# Vanga de Sri Lanka
El vanga de Sri Lanka (Tephrodornis affinis) és un ocell de la família dels vàngids (Vangidae).

## Hàbitat i distribució
Habita els boscos de Sri Lanka.